# Dél-Karolina
Dél-Karolina (angolul South Carolina, IPA: [ˈsaʊθ ˌkæɹəˈlaɪ̯nə] kiejtéseⓘ) az Amerikai Egyesült Államok 8. tagállama. A történelmi Délen fekszik.

## Neve
Eredetileg Karolina néven volt ismert, II. Károly angol király tiszteletére nevezték el (Charles latin változata Carolus). Az Egyesült Államok délkeleti részén helyezkedik el. Dél-Karolina provincia tagja volt az eredeti 13 kolóniának, amelyek kijelentettek elszakadásukat az angol koronától. Az első állam volt, amely elszakadt az Uniótól, s tagja volt az Amerikai Konföderációnak. A 2006-os felmérések szerint 4 321 249 lakosa volt, amivel 24. az Egyesült Államok államai között.

## Földrajz
Dél-Karolina határai északról Észak-Karolina, délről és nyugatról Georgia, keletről pedig az Atlanti-óceán.
Dél-Karolina 4 földrajzi egységre oszlik, melyek határai majdnem párhuzamosak az északkelet/délnyugati partvonallal.
Az állam alsó része a parti síkság („Lowcountry”), amely lapos és teljességgel üledék (homok, hordalék és agyag) alkotja, néhány helyen mocsaras. A partvidéken sós mocsarakat és tölcsértorkolatokat, valamint természetes kikötőket találunk, mint például Georgetown és Charleston. A partvonal szokatlan jellegzetessége a Karolina-öböl, amelynek eredete vitatott. Az egyik feltevés szerint „meteorit zuhany” hozta létre. A mintegy ovális öböl északnyugatról délkeletre orientálódik.
Az Atlanti-óceánparti síkság nyugati része a Sandhill (Homokdomb) vidéke, úgy is ismert, mint Midland (Középföld). Az államnak ezen a területén a régi part maradványai is megtalálhatók, abból az időből amikor még a part víz alatt volt.
A Piedmont, az állam felső része ősi lekopott röghegység maradványaiból áll. Általában dombos, vékony köves agyagos talajjal borított, s csak néhány helyen alkalmas a megművelésre. A korai próbálkozások, hogy a területet termőfölddé alakítsák, kudarcot vallott, s így ma ismét beültették erdővel. A Piedmont délkeleti csücske egy meredek lejtős választóvonal, ahonnan a folyók nagy erővel sietnek a parti síkságra. Ezen a területen korábban felhasználták a víz erejét, malmokat építettek ide. A vízenergia miatt sok város nőtt ezen a területen, mint például Columbia. Piedmont északnyugati része a „Foothill” (domb lábak).
A nagyobb folyók hajózhatók egészen a meredek lejtőkig, így a fontos kereskedelmi útvonalak. A Chattooga folyó Dél-Karolina és Georgia határán halad. Egyéb nagy folyók a Pee Dee és a Santee.
Az állam északi részén húzódik a meredek lejtős Blue Ridge-hegység, amely az Appalache hegyláncolat része, s folytatódik északra Észak-Karolinában és délre Georgiaban. A legmagasabb pontja Dél-Karolinában a Sassafras Mountain, mely 1085 méter magas. Az állam felső részén a Cherokee Parkway festői útvonal az autósok számára. Itt találhatjuk a Table Rock Állami Park és a Caesars Head Állami Parkot.
Földrengések csak ritkán fordulnak elő az államban. A legnagyobb gyakorisággal földrengés az állam délkeleti „sarkában” Charleston környékén fordul elő. A legnagyobb földrengés 1886. szeptember 1-jén történt, amely 60 embert megölt és a város nagy részét elpusztította. 2007-ben egy 3-as erősségű földrengést a fővárosban mértek, amelynek a epicentruma Cayce közelében volt. Dél-Karolinában átlagban 1–15 földrengés van évente.

### Tavai
Dél-Karolina tavainak összterülete kb. 1770 km². A legnagyobb tavak:
Marion-tó 450 km², Strom Thurmond-tó 290 km², Moultrie-tó 240 km², Hartwell-tó 230 km², Murray-tó 200 km² Russel-tó 110 km², Keowee-tó 70 km², Wylie-tó 50 km², Wateree-tó 50 km², Greenwood-tó 50 km², Jocassee-tó 30 km².

### Éghajlat
Dél-Karolinának nedves szubtrópusi klímája van, de a magasabban fekvő helyeken ez kevésbé érződik, mint a partok mentén. Nyáron Dél-Karolina napközben forró és párás, az átlagos hőmérséklet 25-35 °C között van, de többnyire éjszaka 20 °C alá süllyed a hőmérséklet a partokon, míg a szárazföld belseje felé pedig 15 °C körüli a hőmérséklet. A téli időjárás már területenként változik az államban. A parti területeken a tél enyhe, átlagos 16 °C hőmérséklettel, mely éjszakára lehűlhet 5–8 °C-ra. A szárazföld belsejében a januári átlag hőmérséklet 5–10 °C. Az év folyamán a csapadék az egész államban bőséges. A part közelében nyáron kevesebb eső esik, míg a legcsapadékosabb időszak a márciusi hónap.
A havazás az állam területén nem jelentős. A part mentén átlag 2,5 cm esik, de az is előfordul – különösen a partvonal déli részén –, hogy mérhető havazást nem jelentenek. A belső területek egy kicsit több havat kapnak, de sehol az államban az év folyamán nem haladja meg a 15 cm-t. Havas eső gyakoribb mint a hóesés, kivéve Upstate északnyugati sarkában. Dél-Karolina hídjai előtt figyelmeztető tábla jelzi, hogy jeges a híd. Ami annyit jelent, hogy az út még nem fagyott a talaj hőmérséklet miatt, viszont a híd burkolata már jeges.
Az állam területén gyakoriak a trópusi ciklonok, főleg a hurrikánszezonban, júniustól novemberig. A legveszélyesebb időszak augusztustól októberig, amíg a „Cape Verde” hurrikán szezon tart. 1954-ben az emlékezetes 4-es erősségű „Hazel” és 1989-ben „Hugo” nevű hurrikánok érték el az államot. Évente átlagosan 50 vihar van az állam területén, amely kevesebb mint az ettől délebbre fekvő területeken. A tornádó keletkezése is kevesebb mint a Mexikói-öböl partján. A tornádó átlagos előfordulása kb. 14 az év folyamán. Az államban előfordult legerősebb tornádó F-4-es erősségű volt, több megyében is.

## Történet
Először a spanyolok kötöttek itt ki 1521-ben, majd 1562-ben hugenotta franciák próbáltak megtelepedni a partvidék szigetein. Kísérletek nem jártak sikerrel, a vidék még hosszú ideig az indiánok birtoka volt. Az angol korona bejelentette ugyan igényét erre a területre is, sőt elvben az udvar hűséges szolgainak birtokába adta, de a telepesek még jó ideig várattak magukra. Csupán 1670-ben érkeztek meg az első bevándorlók, akik előbb a mai Charleston közelében egy szigeten alapították meg a telepüket, majd később a szárazföldre települtek, s itt kezdték meg Károly királyról elnevezett városuk, Charles town felépítését.
A dél-karolinai bevándorlók főként a már angol birtokban lévő nyugat-indiai (Barbados) szigetvilágból költöztek át a kontinensre, többségük jómódú birtokosként érkezett ide. Hamar kialakult a partvidék sajátos földbirtokos arisztokráciája, amely eltért Virginia vagy Észak-Karolina dzsentrirétegétől, közösséget érzett Angliával, mindaddig, amíg saját jövedelmét biztosítottnak látta. Ekkor a fő termék a jól fizető indigó, az akkor ismert fontos festékanyag és a rizs volt. A munkaerőt Nyugat-Afrikából érkezett rabszolgák biztosítottak. Amikor a gyarmatok lázongani kezdtek, az arisztokrácia egy része itt is csatlakozott hozzájuk, abban a reményben, hogy megszabadulnak a gyarmati státus terheitől, de nem kapnak helyükbe új terheket a szövetségi államtól. Dél-Karolina az elsők között csatlakozott az Unióhoz az alapítók sorában, s részt vett a függetlenségi háború harcaiban.
A függetlenségi háború megrendítette a rabszolgaság intézményét. A feketék tízezrével szöktek el, s harcoltak az angolok oldalán. A mintegy 25 ezer rabszolga, aki vagy meghalt a háborúban, vagy emigrált más területekre, az összlakosság 30%-a volt.
A 19. század elején viszont a hatalomra került birtokos arisztokrácia a szegényebb fehéreket maga mellé állította a rabszolgakérdésben. Dél-Karolina ebben az időben már határozottan kimutatta elszakadási szándékait. Csak a kezdő lökést kellett megadni ahhoz, hogy határozottan kinyilvánítsa elszakadását az Egyesült Államoktól, s példáját hamar követte Dél több állama is. Egy darabig – 1861 elején – Észak és Dél között még nem tört ki a fegyveres konfliktus, de amikor az északiak a dél-karolinai Charleston bejáratánál a kezükbe maradt erődbe, Fort Sumterbe utánpótlást akartak eljuttatni, 1861 áprilisában eldördültek az első ágyuk: a déliek lövették az erődöt, s ezzel kezdetét vette a polgárháború.
A háború után az észak kezdetben lehetőséget nyújtott a megbékélésre, a Dél – s benne Dél-Karolina is – elutasította a lehetőséget, változatlanul olyan törvényeket hozott, amelyek – különösen a rabszolga kérdésben – szemben álltak a szövetségi törvényekkel, Dél-Karolina az úgynevezett Rekonstrukciós korszakba került, amelynek során átmenetileg északról érkezett fehérek, a „carpetbagger”-ek és a velük együttműködő, a polgárháborúban nem kompromittált s ezért az „igazi déliek” által mélységesen gyűlölt helyi fehérek, a „scalawag-ek” és feketék igazgatták. Csupán 1866–67-ben változott a helyzet, amikor kivonták a megszálló szövetségi csapatokat, s Dél-Karolinában ismét a konzervatív fehér arisztokrácia jutott hatalomra – gyakorlatilag mindmáig.
Az 1890-es években a néppárti és agrármozgalom kiélezte a faji kérdéseket, amely éreztette hatását a gazdaság terén is. Az 1895-ben beiktatott alkotmány szinte teljes egészében megfosztotta a feketéket s a szegény fehéreket a szavazati jogaiktól. 1896-ban 5500 fekete szavazatát figyelmen kívül hagyták. Az 1900. évi népszámlálás kimutatta a jogfosztottság mértékét: az állam lakosságának 58%-át afro-amerikaiak tették ki (mintegy 782 509 lakos), akiknek nem volt semmilyen politikai képviseletük.

## Népesség
| Lakosok száma | 1 515 400 | 1 683 724 | 1 899 804 | 2 117 027 | 2 382 594 | 3 121 820 | 3 486 703 | 4 012 012 | 4 896 146 | 5 118 425 |
|               | 1910      | 1920      | 1940      | 1950      | 1960      | 1980      | 1990      | 2000      | 2015      | 2020      |

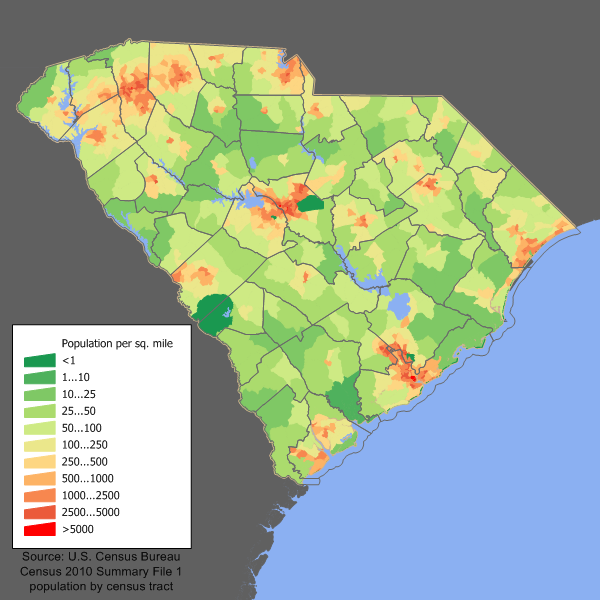
Dél-Karolina népsűrűségi térképe

A 2006-os népszámlálás szerint az állam lakóinak száma 4 321 249 volt, amely az előző évhez képest 1,7%-os, a 2000-es évhez viszonyítva pedig 7,7%-os növekedést mutat. Ez magában foglalja a természetes növekedést (97.715 fő) és az emigránsok számának növekedését is (115 084 fő). Más országból idetelepülők 36 401 fővel növelték az állam lakosságának számát. A 2000. évi népszámlálás alapján Dél-Karolina a 21. legnépesebb állam az 50 állam között.
A Dél-Karolinai Egyetem Arnold School of Public Health felmérése szerint 2000. és 2005. között külföldön születettek aránya gyorsabban nőtt, mint más államokban. A konzorcium jelentése szerint a hispán lakosság száma több mint 400 000.
Dél-Karolina lakosságának származás szerinti megoszlása: afroamerikai 29,5%, amerikai 13,9%, angol 8,4%, német 8,4%, ír 7,9%. Mint a legtöbb déli államban, a történelem folyamán az afrikai rabszolgák és azok leszármazottai tették ki a lakosság legnagyobb hányadát, s csak a 20 század folyamán nőtt meg az állam fehér lakosainak száma, amikor a rabszolgák tömegesen vándoroltak el az államból, s helyüket fehér telepesek foglalták el.
Az afroamerikai lakosság többnyire a „Lowcountry” (Dél-Karolina alsó része) és „Midland” területén tömörül, ahol valaha a gyapot, rizs és indigó ültetvények domináltak.
A 2000. év felmérései szerint a lakosság 6,6%-a 5 éven aluli, 25,2%-a 18 év alatti, és 12,1% 65 éves vagy idősebb volt. A nők aránya a teljes lakosság körülbelül 51,4%-a.

### Vallás
Dél-Karolina, mint a legtöbb déli állam protestáns keresztény. Megoszlásuk a következő: keresztény 92%, protestáns 84% , déli baptista 45%, metodista 15%, presbiteriánus 5%, más protestáns 19%, római katolikus 7%, más keresztény 1%, más vallás 1%, nem vallásos 7%. Zsidó vallású lakosság több mint 300 éve él Dél-Karolinában.
1830-ig Dél-Karolinának volt a legnagyobb zsidó lakossága Észak-Amerikában. A római katolikus vallás az északról ide települő emigránsok által növekszik.

### Városai
A 10 legnagyobb város (2007):
1. Columbia – 124 818
2. Charleston – 110 115
3. North Charleston – 91 421
4. Rock Hill – 64 858
5. Mount Pleasant – 64 707
6. Greenville – 58 754
7. Summerville – 44 036
8. Spartanburg – 38 843
9. Sumter – 38 782
10. Goose Creek – 36 466

### Rock Hill
Kisebb ipari város, de textilipari üzemei jelentősek. A város a "barackövezet" egyik központja. Textil és barack a két fő termék.

### Spartanburg
Nem messze a várostól van a Függetlenségi háború egyik híres csatatere, amely ma ugyancsak emlékpark; a Kings Mountain National Military Park.
1780 őszén ütközet folyt le itt az előrenyomuló angol csapatok és egy sebtiben összetoborzott, rosszul felfegyverzett, ki amerikai alakulat között. Egy nagyobb angol egység a hegyen foglalta el állását. A telepesek rohammal szétverték az egész egységet; az utolsó emberig megsemmisítették vagy elfogták az angolokat. Az itteni múzeumban diorámával mutatják be az ütközetet. A városban a BMW-nek van egy autógyára, ahol többek között a BMW X6-os is készül.

### Georgetown
A partvidék nagy kikötővárosa. 1526-ban a spanyolok akartak állandó telepet létrehozni itt, de az indiánok elkergették őket a Winyah-öböl partjáról. A 18. században azonban a fehér embernek sikerült megvetnie a lábát. A gazdag mocsaras vizes talajon rizst és indigót termesztettek. Az egykor előkelő ültetvényes városban mindmáig fennmaradt jó néhány régi magánkastély, némelyikük még a függetlenségi harc korából. Ezeket a háború előtti házakat „antebellum” házaknak nevezik. A városban működik a világ legnagyobb papírgyára.

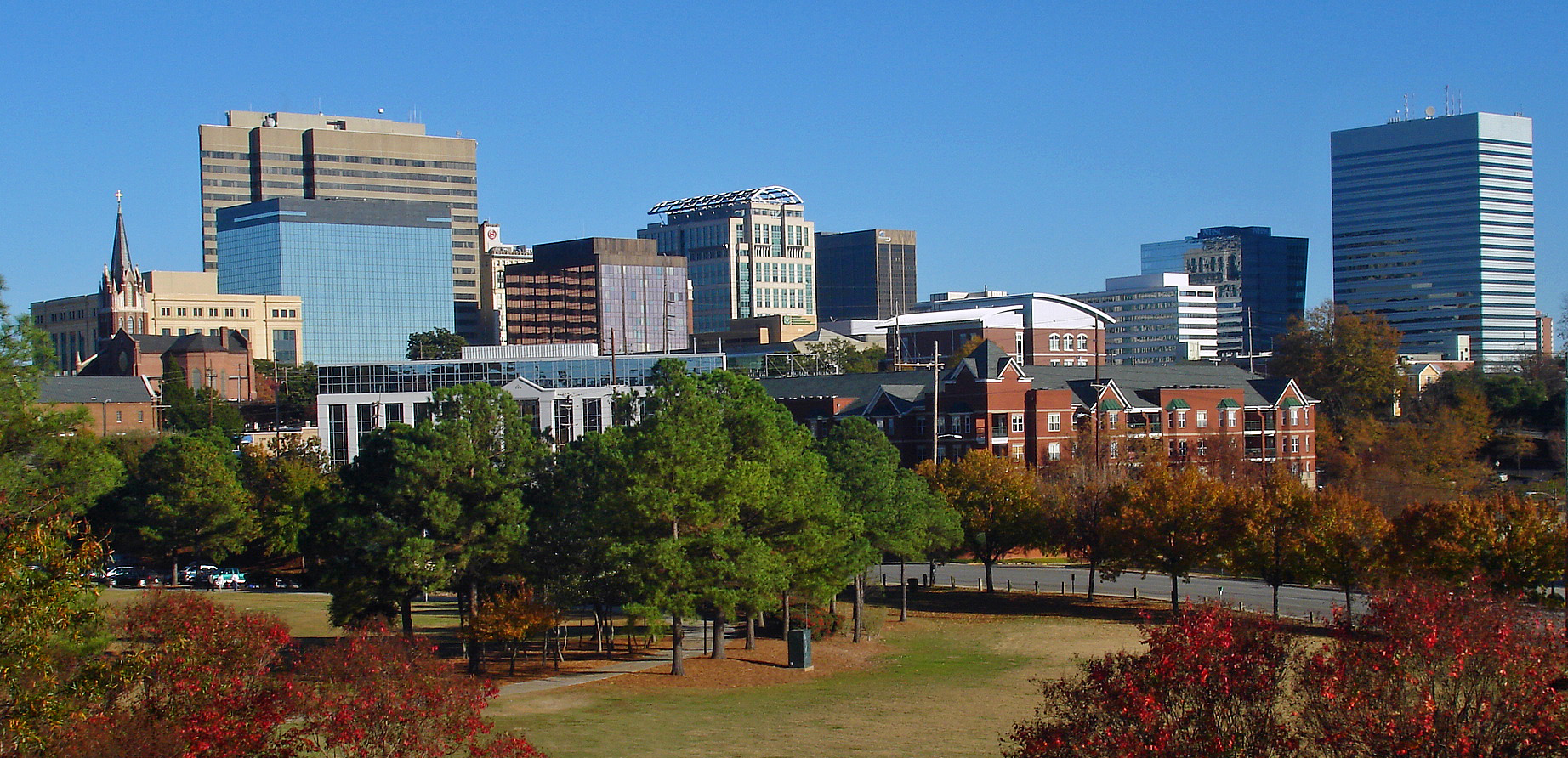
Columbia
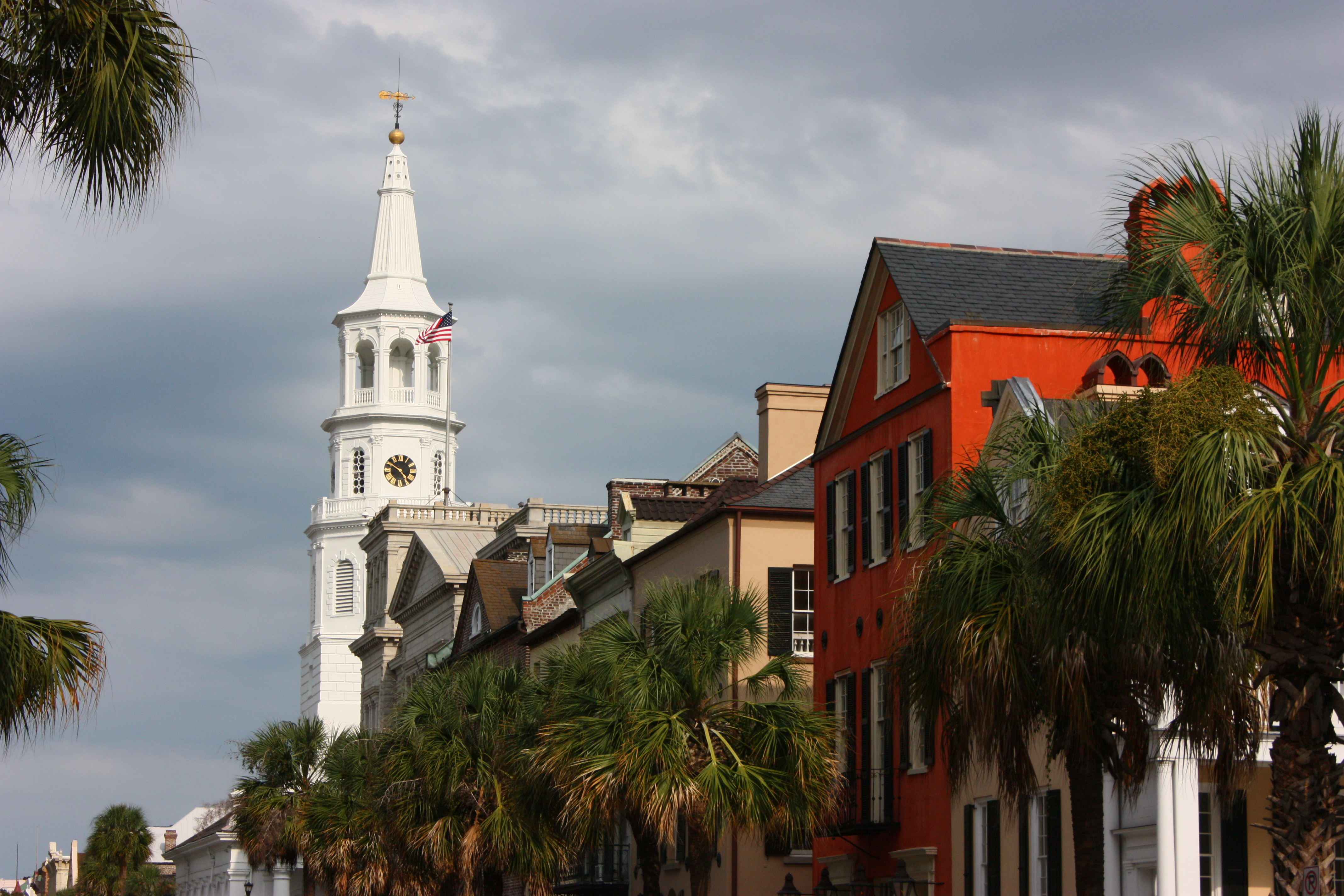
Charleston
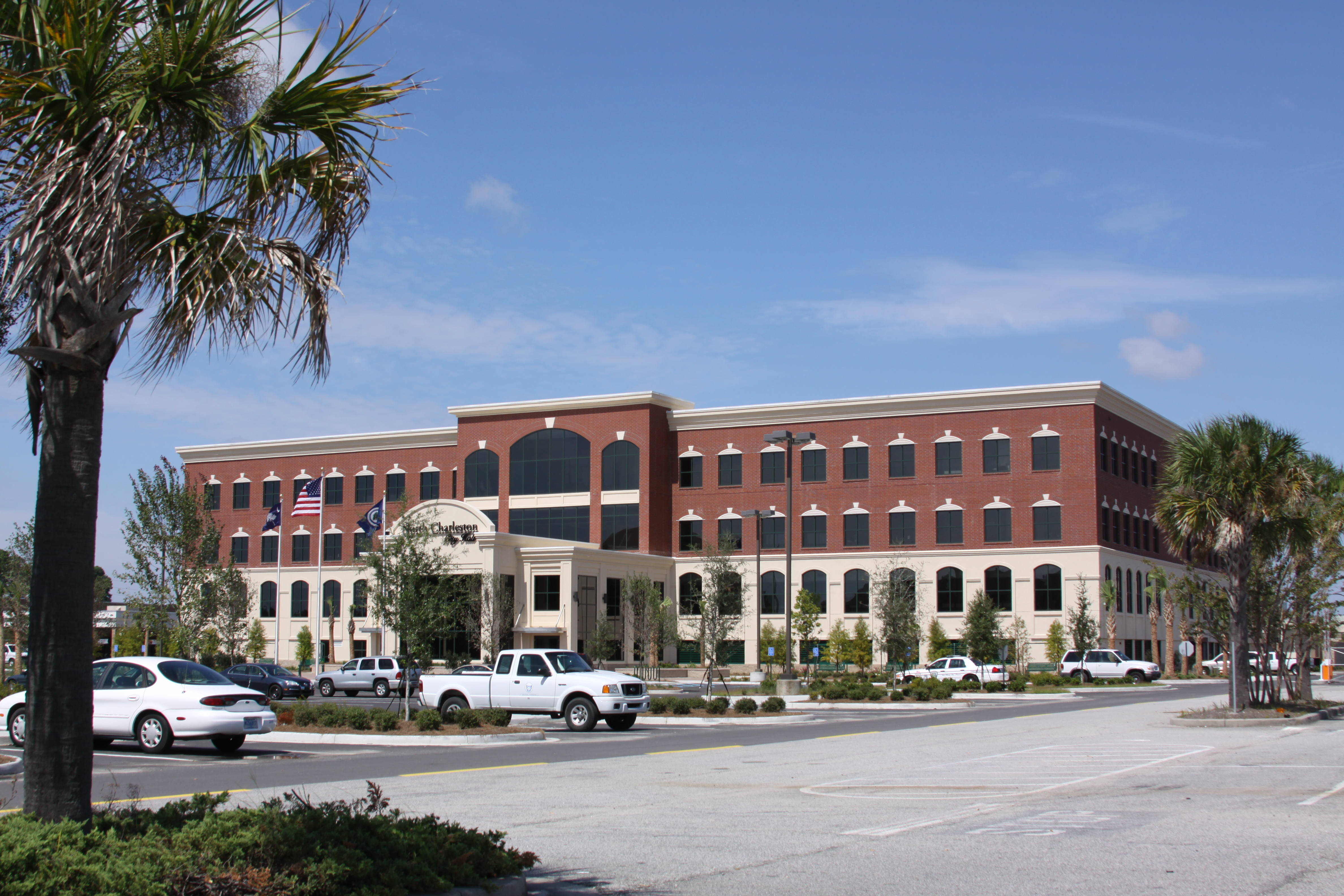
North Charleston
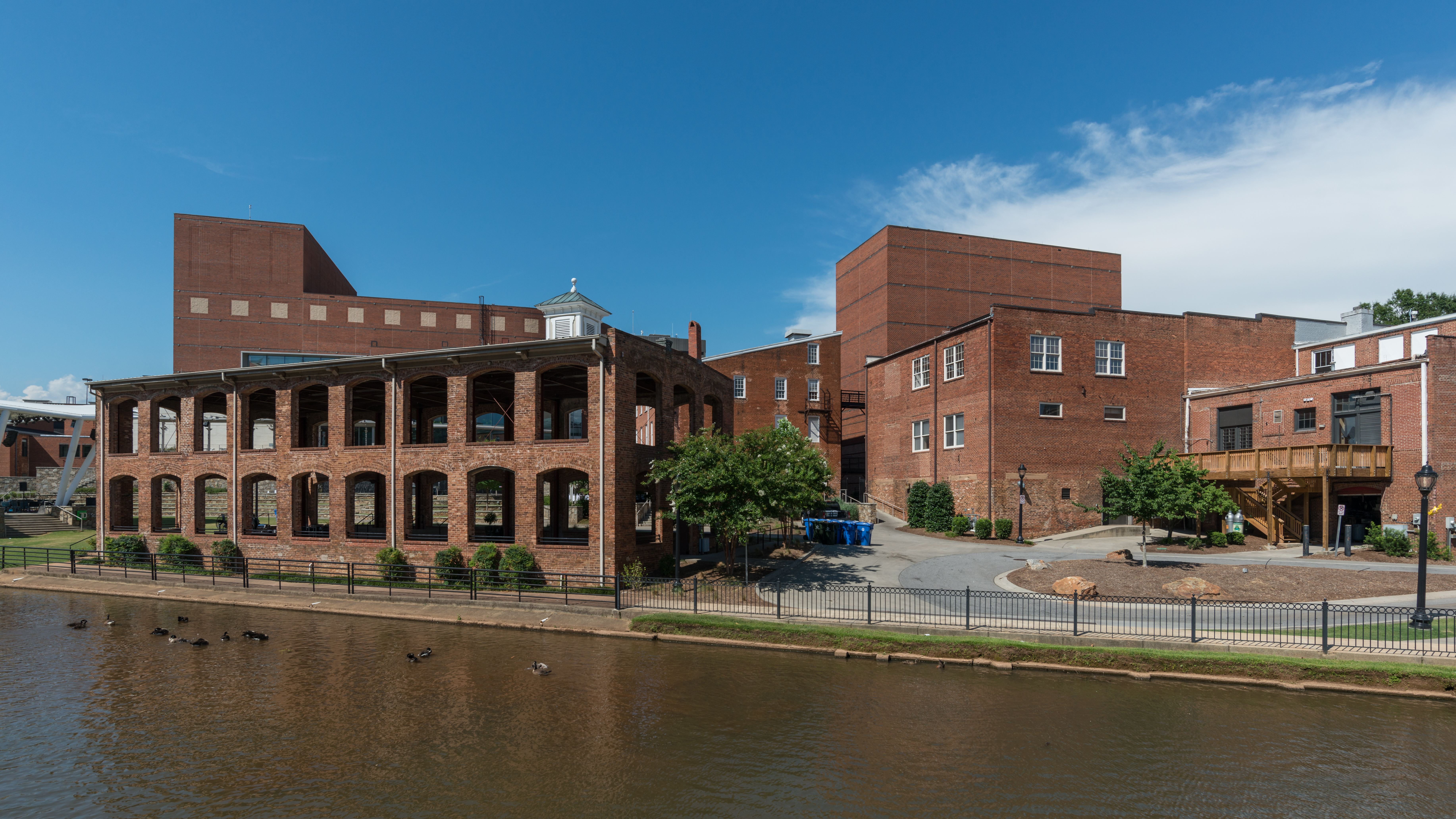
Greenville
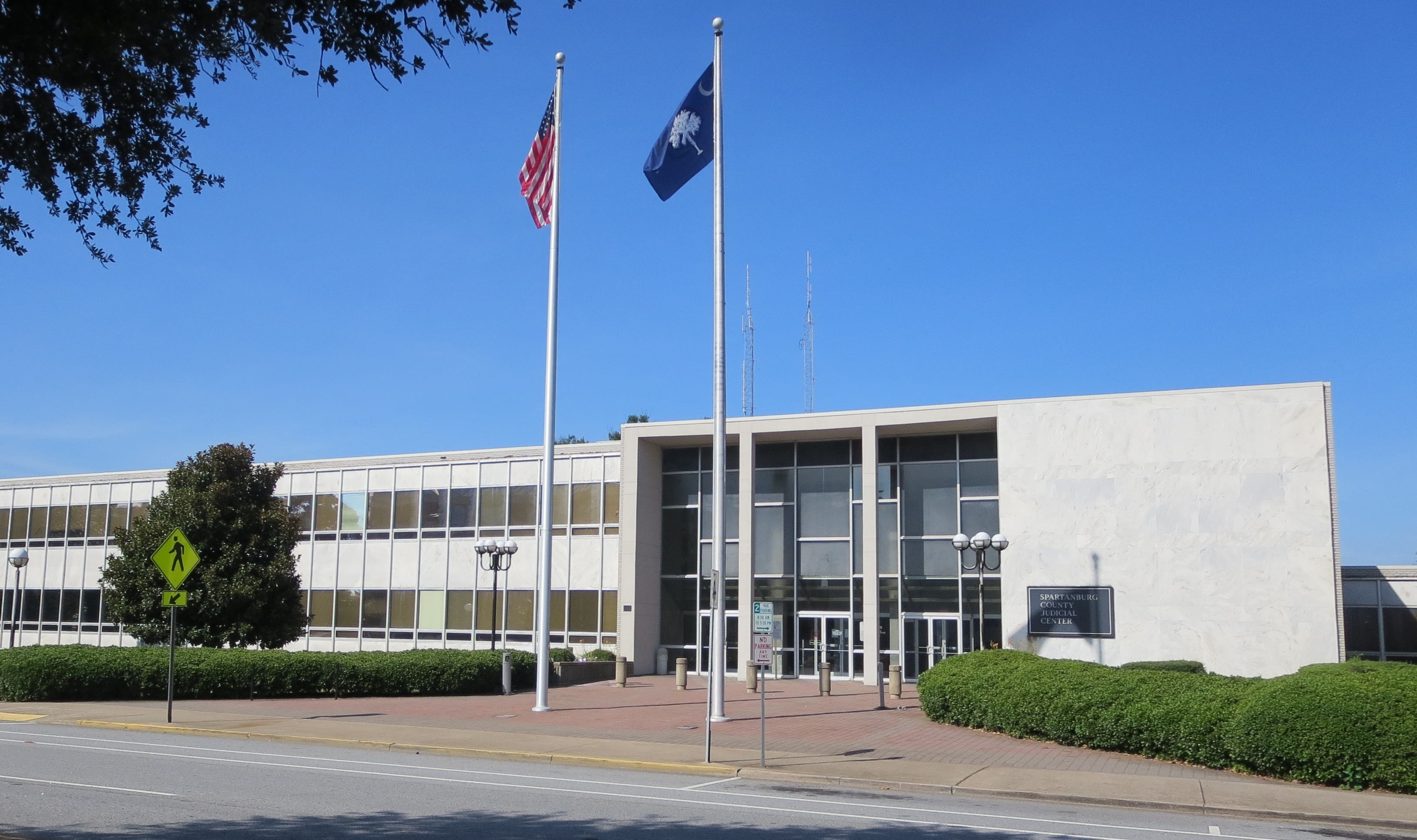
Spartanburg
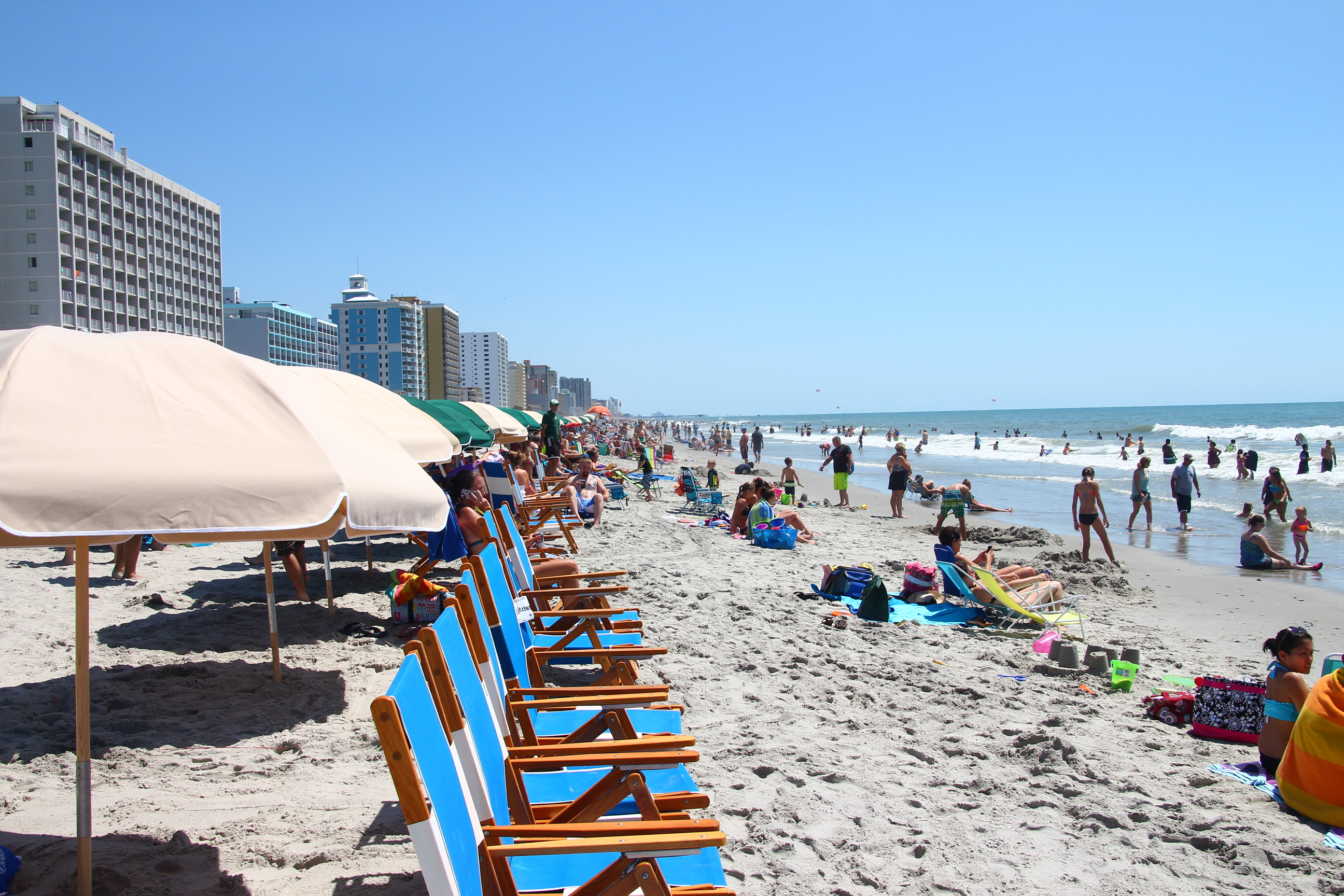
Myrtle Beach

## Közigazgatás

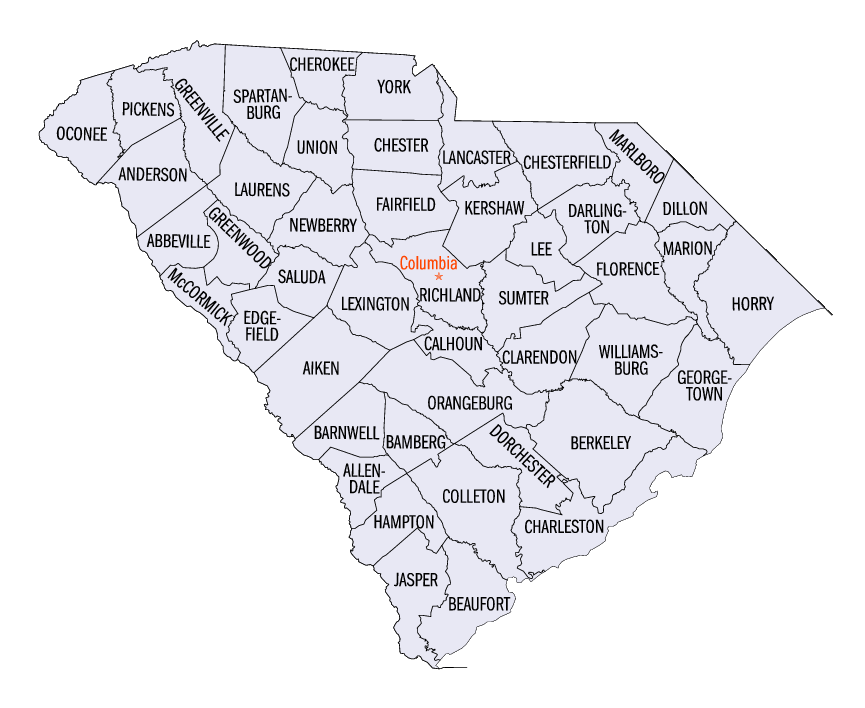
Dél-Karolina megyéi

Az állam 46 megyéből áll.

## Gazdaság
A Gazdasági Értékelő Hivatal 2004-ben végzett felmérése szerint (U.S. Bureau of Economic Analysis) Dél-Karolina teljes termelése 136 milliárd dollár volt. A 2000. évi becslések szerint az egy főre jutó kereset 24 000 dollár volt, ami a nemzeti átlag 81%-a.
A fő mezőgazdasági termékei a dohány, a baromfi, marha, tejtermékek, szójabab és disznó. Ipari termékei a textil áruk, vegyipari termékek, papír termékek, gépek, autók és alkatrészek, valamint a turizmus.
A vásárlási adó 6%, az élelmiszer után 3%. A megyék 2%-kal növelhetik a kereskedelmi adót. A 85 évesnél idősebb polgárok 1% vásárlási adó kedvezményt kapnak. Az ingatlan adókat a helyi kormány Adóügyi Hivatala intézi és gyűjti be. Az adók mintegy kétharmadát a közoktatásra használják fel. Dél-Karolina 5% adót ró ki az gépjárművekre, motorkerékpárokra, hajókra, repülőgépekre a pillanatnyi piaci értékük alapján. A maximum kényelmi fogyasztási adó 300 dollár. Nincs örökösödési adó.
Annak ellenére, hogy Dél-Karolina nem engedélyezte a szerencsejátékot kaszinókban, jóváhagyta a pókergépek működését szerte az egész államban, amelyből évente megközelítőleg 2 milliárd dollár az állam költségvetésébe folyt be. Viszont egy 2000. július 1-jei határozat szerint az összes pókergépet kiiktatták az állam határain belül, amelyet minden tulajdonosnak végre kellett hajtania, különben július 8. után bűnvádi eljárást indítanak ellenük.

## Nevezetességek
Tengerészgyalogos újonckiképző bázis, Parris-sziget (Marine Corp Recruit Depot, Parris Island)